# Надія Болгарська
Надія Болгарська (болг. Надежда Българска), повне ім'я Надія Клементина Марія Пія Мажелла Болгарська (болг. Надежда Клементина Мария Пия Мажелла Българска; 30 січня 1899, Софія, царство Болгарія — 15 лютого 1958, Штутгарт, Баден-Вюртемберг, ФРН) — принцеса з дому Саксен-Кобург-Гота, уроджена принцеса Болгарська; в шлюбі — герцогиня Вюртемберзька.

## Біографія

### Походження

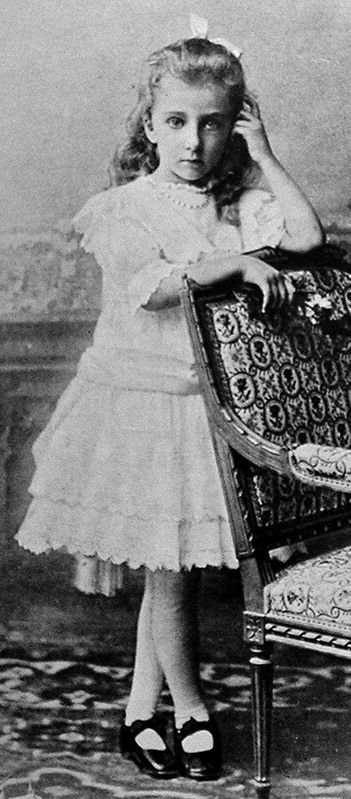
Принцеса Надія у 8-річному віці в 1907 році

Принцеса Надія народилася у Софії 31 січня 1899 року. Вона була наймолодшою дочкою Фердинанда I, царя Болгарії і його першої дружини, принцеси Марії Луїзи Бурбон-Пармською, яка померла відразу після народження доньки. Разом зі старшою сестрою, принцесою Євдокією, принцеса Надія здобула освіту під керівництвом мачухи, принцеси Елеонори Ройсс цу Кьострицької.

### Шлюб і нащадки
У Бад-Мергентгаймі в Німеччині 24 січня 1924 року принцеса Надія одружилась з герцогом Альбрехтом Євгеном Вюртемберзьким (8.01.1895 — 24.06.1954) другим сином герцога Альбрехта Вюртемберзького. У шлюбі народила п'ятеро дітей.
- Фердинанд Ойген Вюртемберзький (нар.. 3.04.1925);
- Маргарита Луїза Вюртемберзька (нар. 25.11.1928), в 1970 році одружилася з Франсуа де Люс Шевіньї (нар. 1928);
- Ойген Еберхард Вюртемберзький (нар. 2.11.1930), в 1962 році одружився з ерцгерцогинею Александрою Австрійської (нар. 1935), шлюб розпався в 1972 році;
- Александр Ойген Вюртемберзький (нар.. 5.03.1933);
- Софія Вюртемберзька (нар. 16.02.1937), в 1969 році одружилася з Антоніо Мануелем Рохо де Рамос-Бандейра (1937—1987), шлюб розпався в 1974 році.

Надія Болгарська померла в Штутгарті 15 лютого 1958 року. Вона була похована в замку Альтхаузен.